# 凯蒂·德拉博特
凯蒂·德拉博特（英語：Katie Drabot，1997年9月2日—），美国女子游泳运动员，2017年世界大运会女子200米自由泳和女子4×200米自由泳接力银牌得主、女子4×100米接力铜牌得主、2019年世界游泳锦标赛女子200米蝶泳铜牌得主。